# 김서진 (축구 선수)
김서진(2005년 1월 7일 ~ )은 대한민국의 축구 선수로 포지션은 왼쪽 풀백, 왼쪽 윙어이며 K리그1의 포항 스틸러스에서 현재 K리그2의 천안 시티로 임대되어 뛰고있다.